# Ocultamiento de Venus por la Luna de 2013
| Previo                                            |           |
| Posterior                                         |           |
| Vista del ocultamiento de Venus, en Buenos Aires. |           |
| Duración (h0:min53:s38)                           |           |
| Total                                             | 1:03      |
| Contacto el planeta Venus                         |           |
| Inicio                                            | 21:50 UTC |
| Fin                                               | 22:53 UTC |

El ocultamiento entre Venus y la Luna del 8 de septiembre de 2013 fue un fenómeno que pudo ser visto desde varios países de Latinoamérica como Panamá, Venezuela, Argentina, Brasil, Chile, Uruguay y Perú.
La Luna, el satélite natural de la Tierra, ocultó al planeta Venus del Sistema Solar por primera vez en dicho año.
Luego de pasar cerca de Marte y de Júpiter entre los días 1 y 3 de septiembre, la Luna se interpuso entre la Tierra y Venus. El fenómeno fue el mayor evento astronómico de 2013 que pudo ser observado en Argentina, el cual fue visto, en los jardines del Planetario de Palermo, en Buenos Aires.
Puesto que ambos astros son los más brillantes del cielo después del sol, al anochecer, pudo verse a simple vista el ocultamiento y la posterior reaparición del planeta, que se apagó y encendió lentamente en el cielo a medida que se movía el satélite natural.
En las provincias del norte argentino, se pudo visualizar la Luna rozando al planeta.

## Galería de fotos

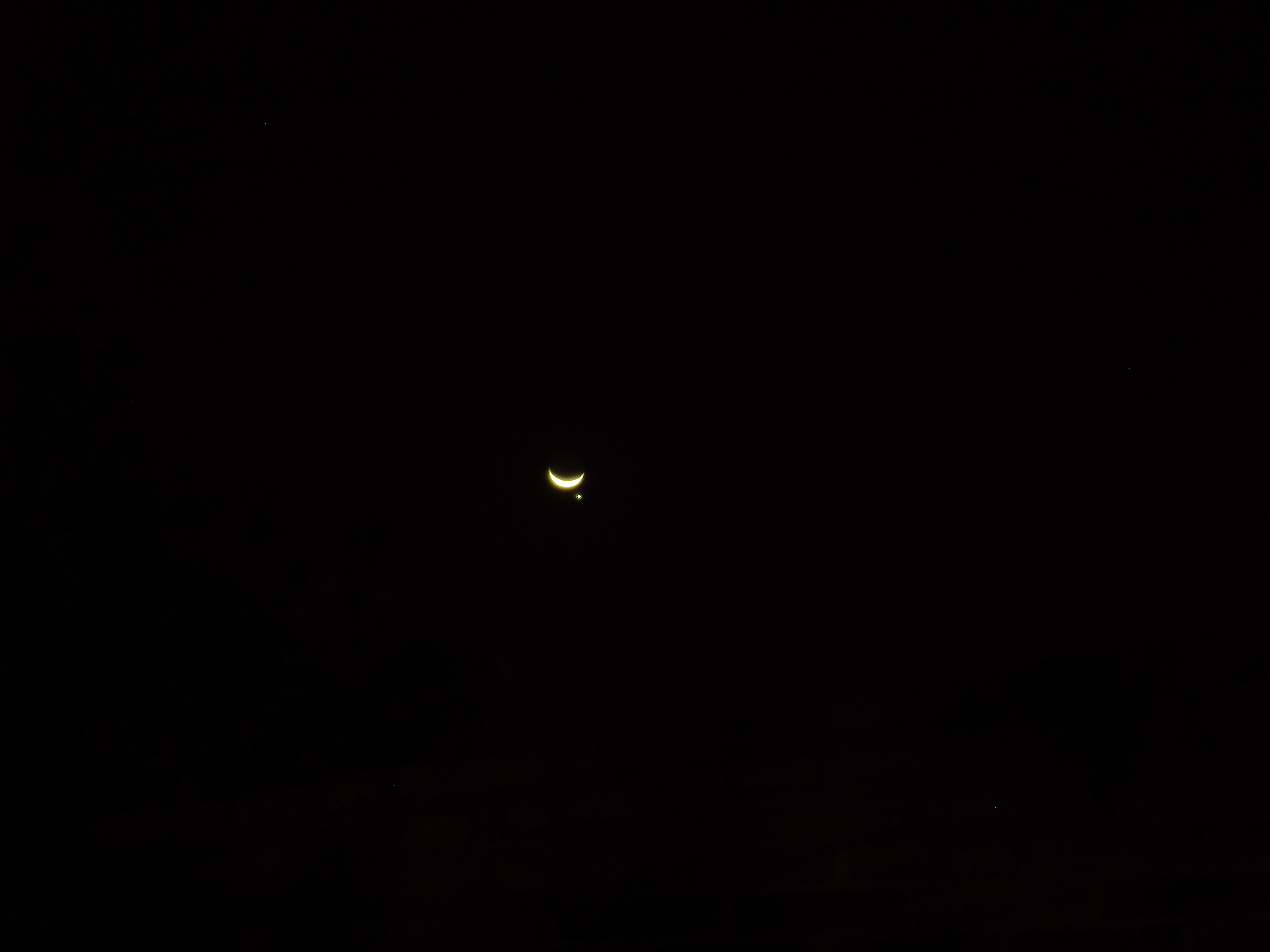
Ocultamiento de Venus por la Luna de 2013, en Presidencia Roque Sáenz Peña, Provincia del Chaco.
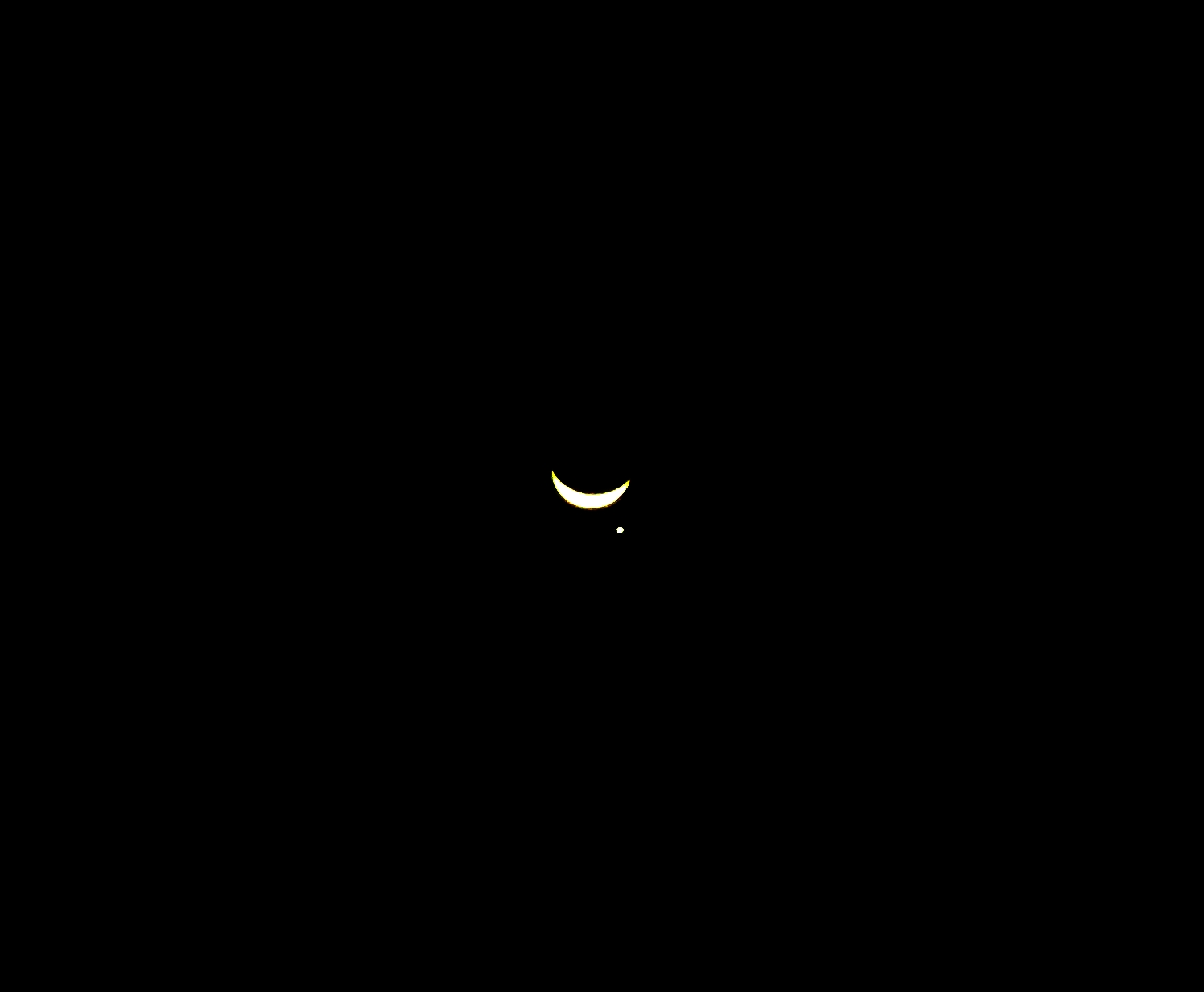
Ocultamiento de Venus por la Luna de 2013 acercamiento.